# Грант Сити (Мисури)
Грант Сити (енгл. Grant City) град је у америчкој савезној држави Мисури.

## Демографија
По попису из 2010. године број становника је 859, што је 67 (-7,2%) становника мање него 2000. године.
| Група             | 2000.       | 2010.       |
| Белци             | 916 (98,9%) | 844 (98,3%) |
| Афроамериканци    | 2 (0,2%)    | 3 (0,3%)    |
| Азијати           | 1 (0,1%)    | 1 (0,1%)    |
| Хиспаноамериканци | 1 (0,1%)    | 9 (1,0%)    |
| Укупно            | 926         | 859         |